# 小斑虎耳草
小斑虎耳草（学名：Saxifraga punctulata），为虎耳草科虎耳草属下的一个植物种。